# 34392 Afroz
34392 Afroz este o planetă minoră (asteroid), cu un diametru de 2,85 km, din centura de asteroizi. A fost descoperită pe 2 septembrie 2000 la Experimental Test Site⁠(d) de Lincoln Near-Earth Asteroid Research. 
Obiectul prezintă o orbită caracterizată de o semiaxă mare de 2,3923046 UAi, o excentricitate de 0,13, o înclinație de 1,38339 ° în raport cu ecliptica.